# Phyllalia patens
Phyllalia patens är en fjärilsart som beskrevs av Jean Baptiste Boisduval 1847. Phyllalia patens ingår i släktet Phyllalia och familjen Eupterotidae. Inga underarter finns listade i Catalogue of Life.